# Зункарь
Зунка́рь — посёлок в Нефтекумском городском округе Ставропольского края России.

## География
Расстояние до краевого центра: 304 км.
Расстояние до районного центра: 63 км.

## История
Дата основания: 1972 год.
До 18 февраля 1993 года посёлок входил в Каясулинский сельсовет. 18 февраля 1993 года Малый Совет Ставропольского краевого Совета народных депутатов решил «Образовать в Нефтекумском районе Зункарский сельсовет с центром в посёлке Зункарь. Включить в его состав посёлок Зункарь и аул Бейсей, выделенные из Каясулинского сельсовета этого же района».
До 1 мая 2017 года посёлок был административным центром муниципального образования «Сельское поселение Зункарский сельсовет» Нефтекумского района Ставропольского края.

## Население
| 1989 | 2002  | 2010  | 2014  | 2023  |
| ---- | ----- | ----- | ----- | ----- |
| 767  | ↗1113 | ↘1093 | ↗1100 | →1100 |

По данным переписи 2002 года, 55 % населения — русские.

## Инфраструктура
В посёлке Зункарь имеются социально-культурный центр (с музеем Боевой славы), средняя общеобразовательная школа № 5, фельдшерско-акушерский пункт, 5 магазинов.
Уличная сеть насчитывает 11 улиц.
В границах населённого пункта расположено общественное открытое кладбище (площадь участка 12 170 м²).